# Detroit (Texas)
Detroit è un comune (town) degli Stati Uniti d'America della contea di Red River nello Stato del Texas. La popolazione era di 732 persone al censimento del 2010.
John Nance Garner, il 32º vicepresidente degli Stati Uniti, è nato al di fuori di Detroit, ma ha vissuto la maggior parte della sua vita a Uvalde sul bordo meridionale del Texas Hill Country.

## Geografia fisica
Detroit è situata a 33°39′42″N 95°15′52″W (33.661703, -95.264524).
Secondo lo United States Census Bureau, ha un'area totale di 1,6 miglia quadrate (4,1 km²).

## Società

### Evoluzione demografica
Secondo il censimento del 2000, c'erano 776 persone.

### Etnie e minoranze straniere
Secondo il censimento del 2000, la composizione etnica della città era formata dal 78,35% di bianchi, il 16,49% di afroamericani, lo 0,64% di nativi americani, l'1,68% di altre razze, e il 2,84% di due o più etnie. Ispanici o latinos di qualunque razza erano il 2,58% della popolazione.